# Kep
Pour les articles homonymes, voir KEP.
Kep (khmer : កែប) ou Kep-sur-Mer (au temps du protectorat) est une municipalité du Cambodge ayant le statut de province. Kep, qui est située à quelques kilomètres de Hà Tiên, la frontière sud avec le Viêt Nam, était autrefois la ville côtière la plus populaire et la plus prestigieuse du Cambodge, mais a connu des jours difficiles à une époque récente. Du début des années 1900 jusqu’aux années 1960, Kep était une ville de villégiature florissante pour l’élite française et cambodgienne. Pendant la période des Khmers rouges, beaucoup de maisons et villas coloniales françaises de Kep ont été détruites. Beaucoup de villas de Kep sont abandonnées, mais une partie de la splendeur ancienne de la ville est toujours apparente.

## Géographie

### Localisation
|  | Kampot             | Kampong Trach |
|  | Kep                |               |
|  | Golfe de Thaïlande |               |

### Environnement
L’océan est bordé de larges trottoirs et de grandes statues. Les plages de Kep sont essentiellement constituées de mangrove, de rochers noirs et de sable blanc importé comme à Sihanoukville.

## Urbanisme

### Voirie
Une route nationale relie la ville à Kampot.

### Kep et ses alentours
Plusieurs îles se trouvent à quelque distance de la côte, Koh Thonsáy ("l’île des lapins") se trouve à une courte distance en bateau.

### Logement
La ville héberge un village d'enfants géré par l'Association Enfants d'Asie, construit sur les ruines du Monastère bénédictin de Kep.

## Toponymie
Kep signifie "selle de cheval" en khmer).

## Histoire
La fondation de Kep remonte à 1908 avec l'élite française qui s'y installa pour en faire la station balnéaire la plus prestigieuse de tout le Cambodge. Celle-ci a été rénovée dans les années 1960 par le Prince Norodom Sihanouk qui s'était fait construire une demeure avec vue sur le Golfe de Thaïlande (mais qui n’a jamais été occupée et qui est aujourd’hui vide, mais entretenue et gardiennée). La ville s'épanouit jusque dans les années 1970 et la prise de pouvoir des Khmers Rouges en 1975.
De nos jours, l'activité touristique a repris, en partie à l'appui d'hôtels qui ont été aménagés dans des anciennes résidences de personnalités cambodgiennes, dont certaines d'architecture moderne

## Politique et administration

### Organisation administrative
La ville est divisée en 2 districts :
- 2301 Damnak Chang'aeur ("relais de fumage du poisson")
- 2302 Kep

### Démographie
|                                            | Kep         | Kep          | Cambodge    | Cambodge    |
| 1998                                       | 2008        | 1998         | 2008        |             |
| Population totale                          | 28 660      | 35 753       | 11 437 656  | 13 388 910  |
| Croissance de la population 1998 - 2008    | 24,7 %      | 24,7 %       | 17 %        | 17 %        |
| Taux de la population rurale               | 85,98 %     | 86,81 %      | 82,29 %     | 80,47 %     |
| Densité                                    | 85 hab./km2 | 106 hab./km2 | 64 hab./km2 | 75 hab./km2 |
| Sex-ratio (Nombre d'hommes pour une femme) | 0,957       | 0,97         | 0,93        | 0,942       |
| Taille moyenne des foyers                  | 5,3 membres | 4,9 membres  | 5,2 membres | 4,7 membres |

### Sports
Kep comptait le seul bowl du Cambodge le Jasmine Valley Skate Bowl, qui a accueilli la première génération de skateurs du pays. La structure est située au nord de la ville en plein milieu de la nature. Toutefois, cette structure est actuellement abandonnée.

### Économie
Kep fait partie de la zone de production du Poivre de Kampot. La ville est renommée pour ses fruits de mer - en particulier les crabes bleus que l'on déguste avec du poivre et du sel de Kampot,,. De plus, Kep abrite le parc national de Kep.

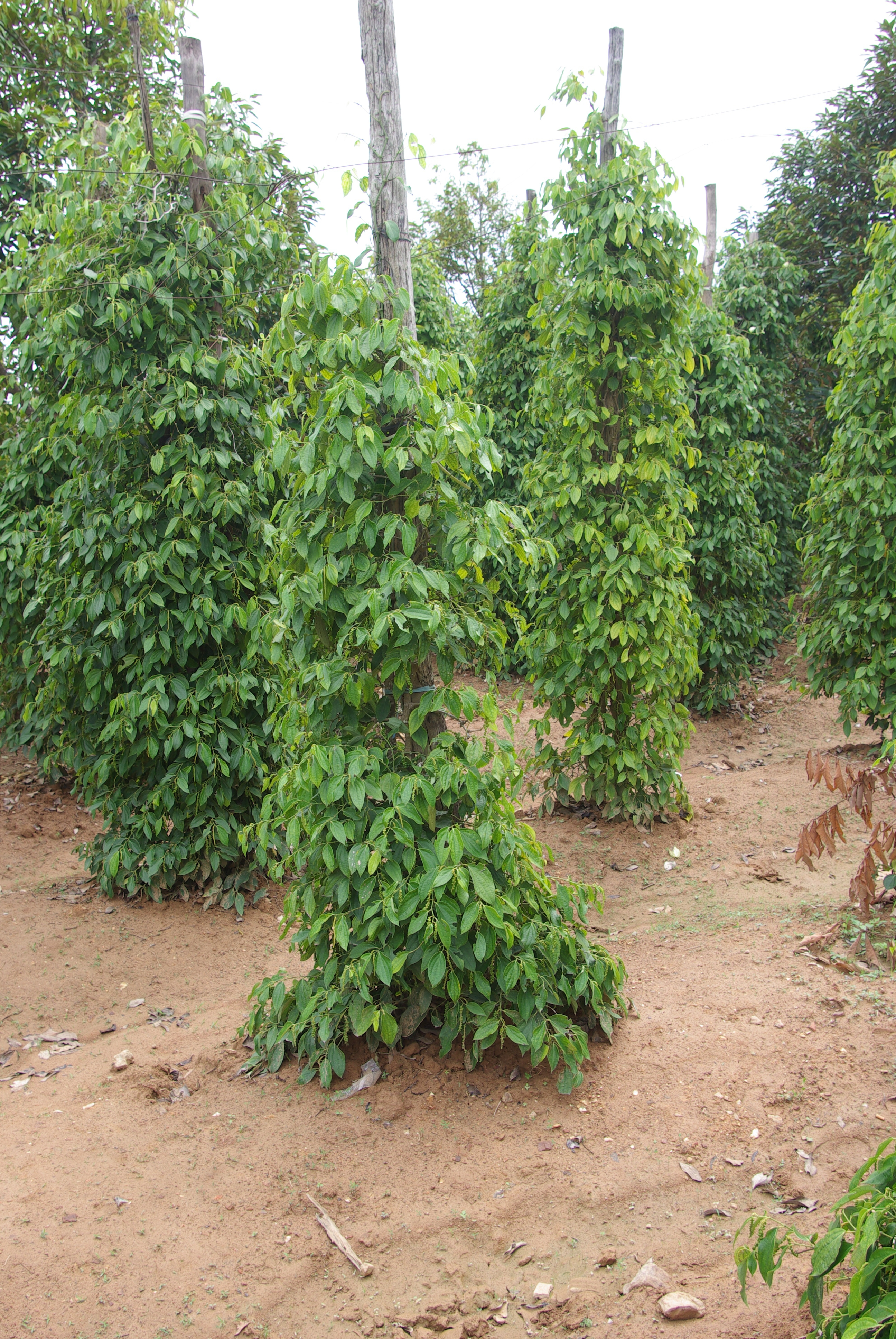
Champ de poivre à Kep au Cambodge
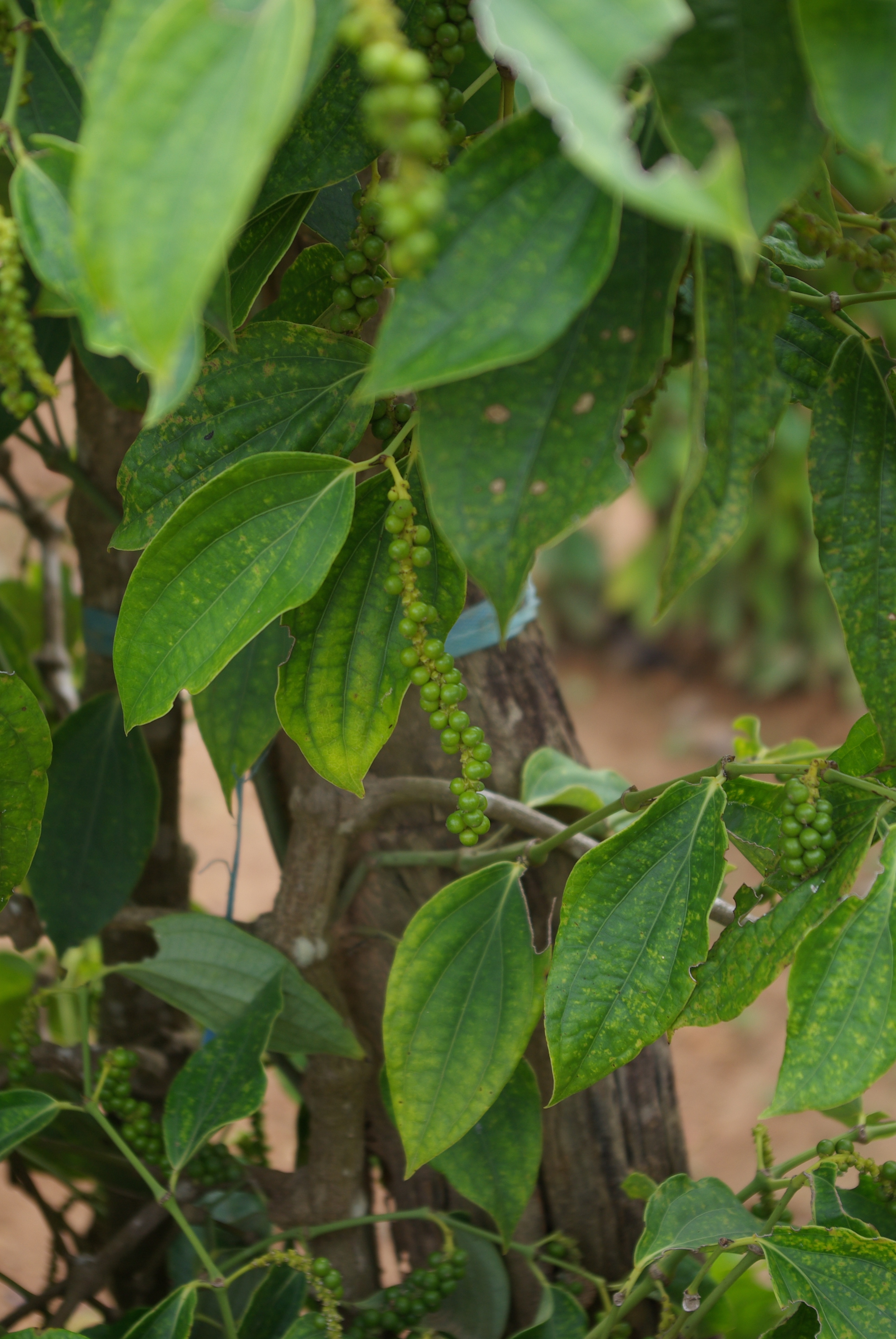
Poivre vert de Kampot, (à quatre mois de culture)
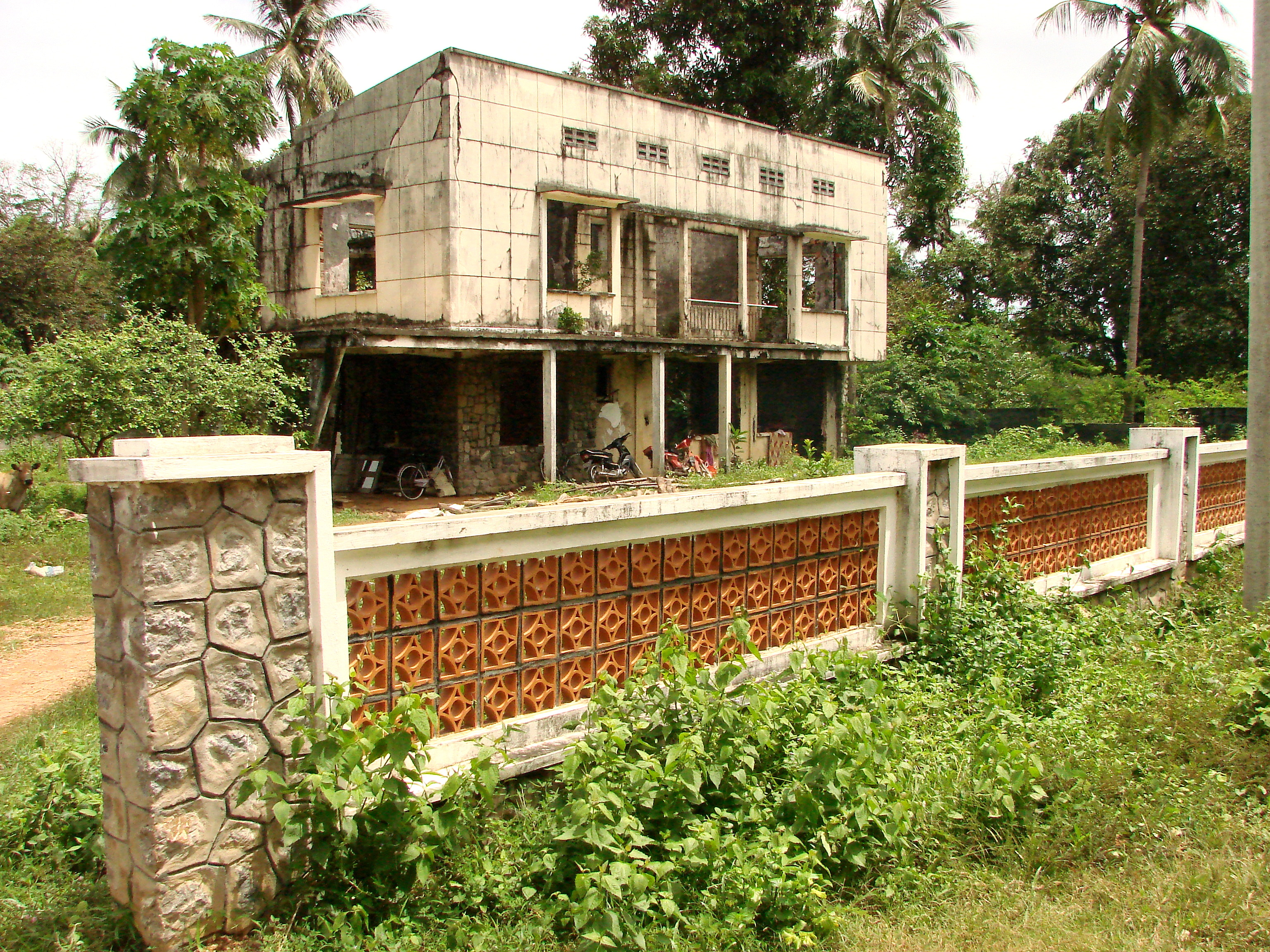
Bâtiment détruit par les Khmers rouges à Kep
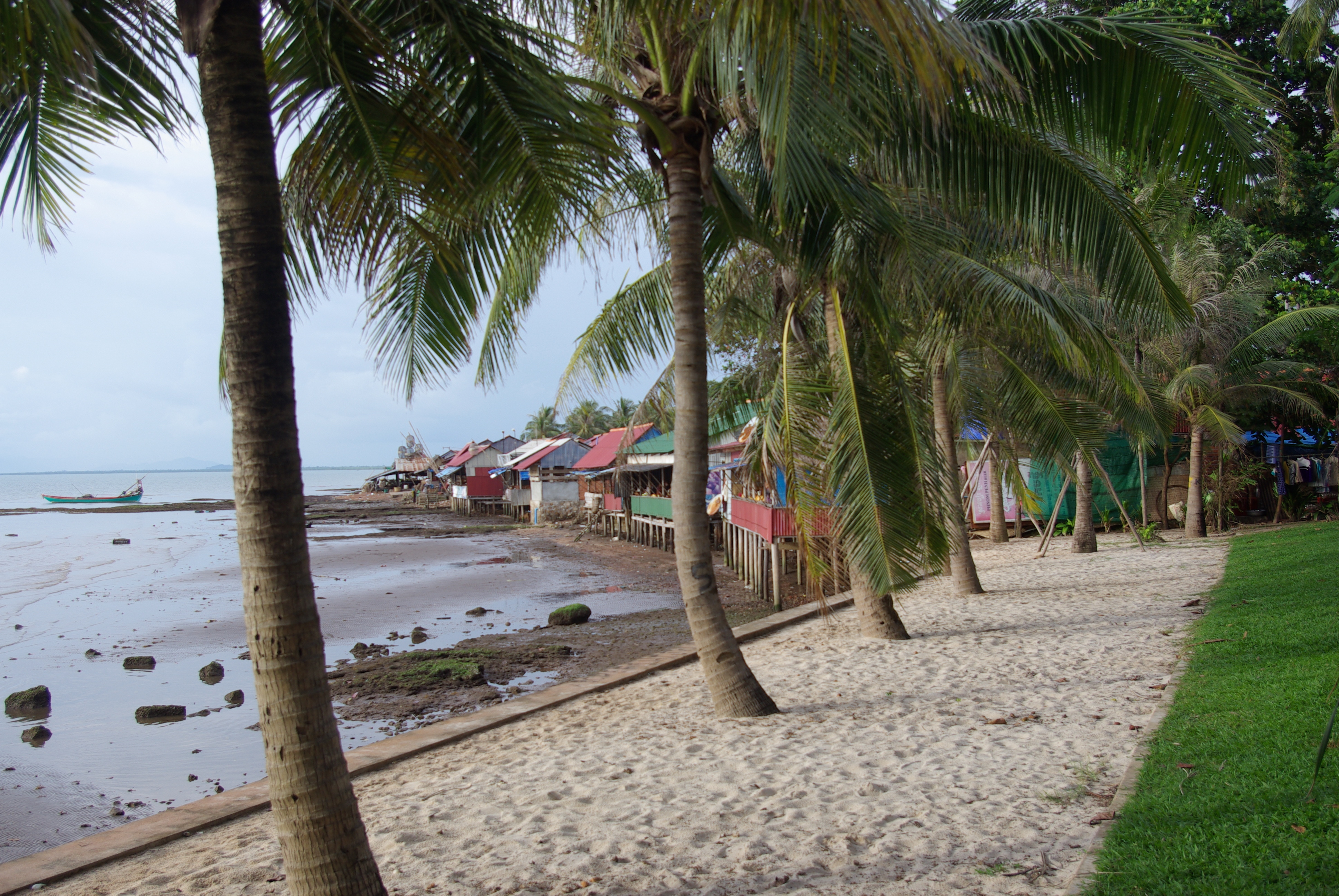
Le marché des pêcheurs vu de la promenade
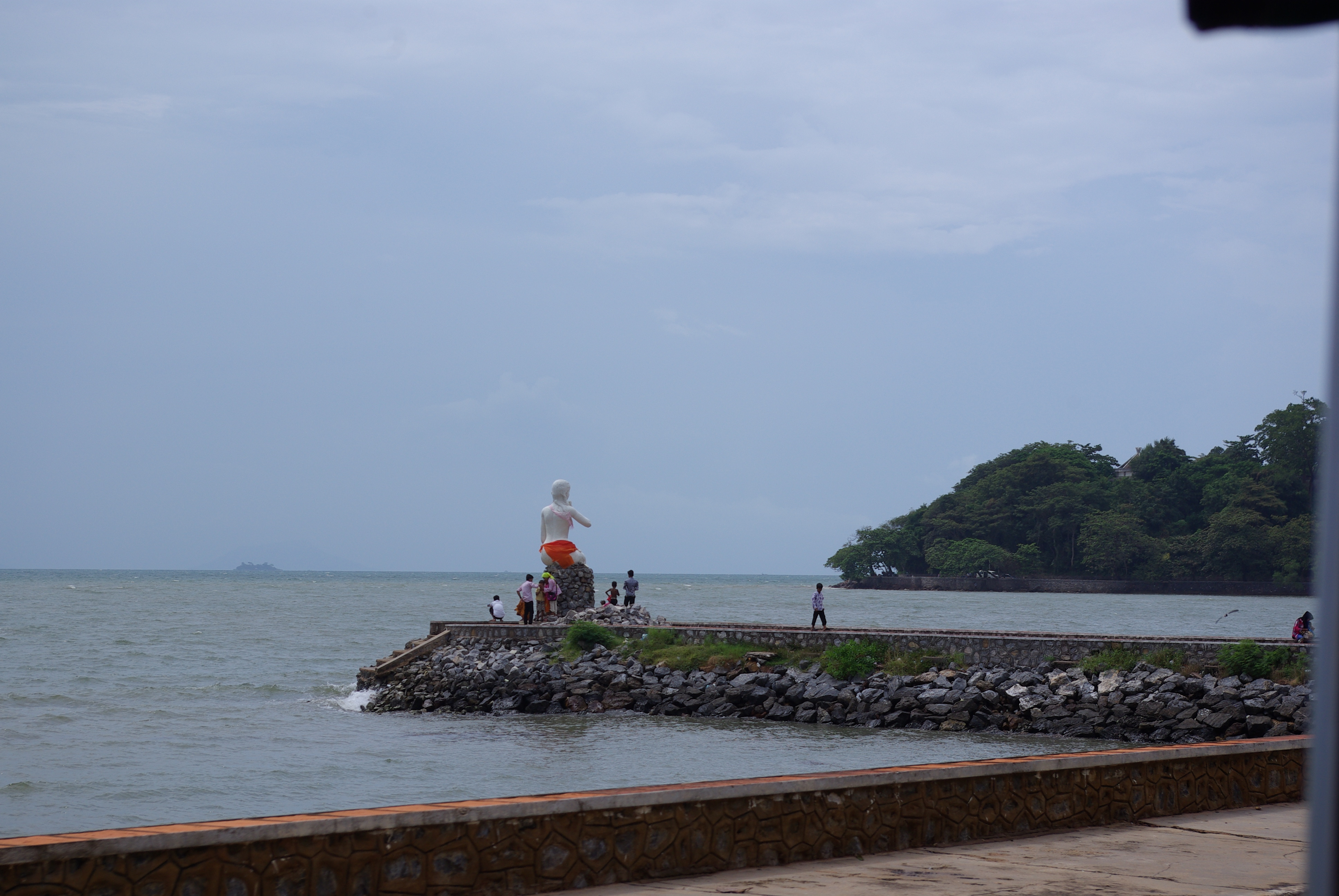
Statue, femme attendant le retour des pêcheurs

## [7]Références
1. ↑  https://www.knaibangchatt.com/ourstory/
2. ↑  (en) Cambodian National Institute of statistics - Ministry of Planning, « General Population Census of Cambodia 2008 », Japanese Ministry of Internal Affairs and Communications, août 2008 (consulté le 6 octobre 2014)
3. ↑  (en) « General Population Census of Cambodia 1998 », National Institute of Statistics, Ministry of Planning, Phnom Penh, Cambodia, août 2002 (consulté le 8 octobre 2014)
4. ↑  http://www.tripteaser.fr/cambodge/reportage/962/le-delicieux-crabe-au-poivre-vert-de-kep
5. ↑  http://aventure-culinaire.blog.leparisien.fr/archive/2012/01/24/cambodge-a-la-decouverte-du-poivre-vert.html
6. ↑  « destinaterre.net/?p=4118 »(Archive.org • Wikiwix • Archive.is • Google • Que faire ?).
7. ↑  (en) « General Population Census of the Kingdom of Cambodia 2019 », sur UNFPA Cambodia, 26 janvier 2021 (consulté le 29 janvier 2021)